# Genoa 1893 1970-1971
Questa voce raccoglie le informazioni riguardanti il Genoa 1893 nelle competizioni ufficiali della stagione 1970-1971.

## Stagione
Nella Stagione 1970-1971 il Genoa disputa il girone B del campionato di Serie C, con 56 punti lo vince e ritorna in Serie B, al secondo posto la Spal con 54 punti, tutte le altre nettamente staccate. Scendono in Serie D il Montevarchi, la Torres Sassari ed il Ravenna.
Relegato per la prima volta nella sua storia in terza serie, il Genoa si risollevò immediatamente, grazie ad una ferrea difesa che ha subito solo 12 reti nelle 38 partite del torneo. Dopo essere passati per l'avvicendamento di settembre alla presidenza tra Virgilio Bazzani e Angelo Tongiani, i rossoblù di Arturo Silvestri chiusero al primo posto il girone B del campionato di Serie C, staccando di soli due punti una SPAL con cui vissero un lungo testa a testa per tutta la durata della stagione, e che si concluse il 13 giugno 1971 quando il grifone, in un Ferraris stracolmo di tifosi (55.000 presenze), superò il Rimini (2-1) conquistando così la promozione nella serie cadetta.

## Divise
La maglia per le partite casalinghe presentava i colori rossoblù.

## Organigramma societario
Area direttiva
- Amministratore unico: Virgilio Bazzani[1], Angelo Tongiani[2]

Area tecnica
- Allenatore: Arturo Silvestri

## Rosa
| N. |                   | Ruolo | Calciatore      |
| -- | ----------------- | ----- | --------------- |
|    | Italia (bandiera) | P     | Armando Buffon  |
|    | Italia (bandiera) | P     | Antonio Lonardi |
|    | Italia (bandiera) | D     | Claudio Agnetti |
|    | Italia (bandiera) | D     | Alberto Benini  |
|    | Italia (bandiera) | D     | Renato Falcomer |
|    | Italia (bandiera) | D     | Franco Ferrari  |
|    | Italia (bandiera) | D     | Sergio Osterman |
|    | Italia (bandiera) | D     | Sergio Rossetti |
|    | Italia (bandiera) | D     | Maurizio Turone |
|    | Italia (bandiera) | C     | Giorgio Bittolo |
|    | Italia (bandiera) | C     | Claudio Capogna |
|    | Italia (bandiera) | C     | Sidio Corradi   |

| N. |                   | Ruolo | Calciatore         |
| -- | ----------------- | ----- | ------------------ |
|    | Italia (bandiera) | C     | Roberto Derlin     |
|    | Italia (bandiera) | C     | Giuseppe Ferrero   |
|    | Italia (bandiera) | C     | Giancarlo Mambrin  |
|    | Italia (bandiera) | C     | Claudio Maselli    |
|    | Italia (bandiera) | C     | Attilio Perotti    |
|    | Italia (bandiera) | C     | Bruno Piccioni     |
|    | Italia (bandiera) | A     | Amedeo Balestrieri |
|    | Italia (bandiera) | A     | Sergio Cini        |
|    | Belgio (bandiera) | A     | Claudio Desolati   |
|    | Italia (bandiera) | A     | Massimo Lupi       |
|    | Italia (bandiera) | A     | Paolo Morelli      |
|    | Italia (bandiera) | A     | Walter Speggiorin  |

## Calciomercato
| Arrivi | Arrivi             | Arrivi            | Arrivi     |
| R.     | Nome               | da                | Modalità   |
| ------ | ------------------ | ----------------- | ---------- |
| C      | Claudio Capogna    | Reggina           | prestito   |
| A      | Amedeo Balestrieri | Entella           | definitivo |
| A      | Sidio Corradi      | Varese            | prestito   |
| C      | Roberto Derlin     | Lanerossi Vicenza | definitivo |
| D      | Alberto Benini     | Lucchese          | definitivo |
| A      | Sergio Cini        | Pietrasanta       | definitivo |

| Partenze | Partenze                  | Partenze    | Partenze   |
| R.       | Nome                      | a           | Modalità   |
| -------- | ------------------------- | ----------- | ---------- |
| A        | Giuseppe Vergai           | Sestrese    | prestito   |
| A        | Giovan Battista Benvenuto | Arezzo      | definitivo |
| C        | Riccardo Mascheroni       | Varese      | definitivo |
| A        | Roberto Rigotto           | Salernitana | definitivo |